# Sony Xperia Z3+
A Sony Xperia Z3+ (Japánban Sony Xperia Z4) Android-okokstelefon, melyet a Sony Mobile gyárt. Kódneve Ivy. A telefont 2015. április 20-án mutatták be. A telefon az Xperia Z3 frissített változata nagyobb teljesítményű hardverrel, vékonyabb házzal és Android 5.0 „Lollipop” operációs rendszerrel. A telefon elnyerte European Imaging and Sound Association a 2015–2016-os év „legjobb európai multimédiás okostelefonjának” járó díját.

## Története
A készüléket először 2015. április 20-án jelentették be Xperia Z4 néven, kizárólag a japán piacra. 2015. május 26-án a Sony bejelentette a telefon júniusi nemzetközi megjelenését, Xperia Z3+ néven. 2015. június 16-án a Sony bejelentette az Xperia Z4v-t (E6508), az amerikai Verizon Wireless exkluzív Xperia Z3+/Z4 változatát. 2015. október 5-én a Sony és a Verizon bejelentette, hogy a készülék nem fog megjelenni, a többi zászlóshajó-telefon által keltett éles versengés, valamint a telefon utódja, az Xperia Z5 megjelenése miatti rossz megjelenési ablakra hivatkozva.
Az Xperia Z4 először Japánban került forgalomba, 2015. június 10-én, míg az Xperia Z3+ először Hongkongban, 2015. június 12-én.

## Specifikációk
Az Xperia Z3+/Z4 dizájnjában szinte megegyezik az elődjével, így fém kerete és üveg hátlapja van, mindössze kisebb eltéréseken figyelhetőek meg, így például a vékonyabb és könnyebb kialakítás. A Z3 Qualcomm Snapdragon 801 egylapkás rendszerét Snapdragon 810-re cserélték, mely támogatja az LTE Cat 6 szabványt is. Az Xperia Z3+/Z4 5,2 hüvelyk (13 cm) FHD 1080p kijelzővel rendelkezik, 424 pixel/hüvelykes pixelsűrűséggel, a Sony Triluminos technológiájával, illetve 32GB belső tárhellyel és a Qualcomm Quick Charge 2.0 szabványt támogató, nem eltávolítható 2930 mAh akkumulátorral szerelték.
Az Xperia Z4 változat számos funkcióval bír, ami a nemzetközi Xperia Z3+ kiadásból kimaradt: az ISDB-T szabvánnyal sugárzó televízióadók vételére alkalmas 1seg DTV-antenna, valamint a Sony FeliCa szabványát alkalmazó oszaifu-keitai mobilfizetés-rendszer.
A végül meg nem jelent Xperia Z4v vastagabb és nehezebb lett volna, mint az Xperia Z3+/Z4 a Qi/PMA vezetéknélküli töltési rendszerek támogatása miatt. Az Xperia Z4v-t ezeken felül egy WQHD 1440p érintőképernyővel szerelték volna, illetve a telefon elő- és hátlapján szerepelt volna a Verizon logója.

## Dizájn
Az Xperia Z3+/Z4 a Sony Omni-Balance névre keresztelt dizájnját követi, melyet valamelyest módosítottak az Xperia Z3-hoz képest és így inkább az Xperia Z2-re hasonlít. Az Xperia Z3+/Z4 nyitott micro-USB-porttal rendelkezik a telefon alján, ezzel az első ilyen telefon lett a Xperia Z sorozatban és összességében is a második Sony-telefon lett az Xperia M4 Aqua után. Ugyan a micro-USB-port nyitott, azonban ez nem befolyásolja a telefon IP-65/68-as por- és vízsugár védelmét, valamint vízállóságát. Az Xperia Z3+/Z4 négy színben érhető el: fekete, fehér, réz és vízkék (az Egyesült Királyságban jégkék).

## Változatok

### Xperia Z3+
| Modell       | Sávok | Források |
| ------------ | --- | -------- |
| E6533 (Dual) | FDD-LTE (sávok: 1, 2, 3, 4, 5, 7, 8, 17, 20), TD-LTE (sávok: 38, 39, 40, 41); UMTS HSPA+ 850 (sávok: V), 900 (sávok: VIII), 1700 (sávok: IV), 1900 (sávok: II), 2100 (sávok: I) MHz; GSM GPRS/EDGE 850, 900, 1800, 1900 MHz | [ 9 ]    |
| E6553        | LTE-sávok: 1, 2, 3, 4, 5, 7, 8, 12, 17, 20, 28, 40; UMTS HSPA+ 850 (sávok: V), 900 (sávok: VIII), 1900 (sávok: II), 2100 (sávok: I) MHz; GSM GPRS/EDGE 850, 900, 1800, 1900 MHz                                             | [ 10 ]   |

### Xperia Z4
| Modell | Sávok | Források       |
| ------ | --- | -------------- |
| 402SO  | LTE-sávok: 1, 3, 8, TD-LTE Band 41 (SoftBank Mobile); UMTS HSPA+ 2100 (sávok: I), 900 (sávok: VIII) MHz; GSM/GPRS/EDGE 850, 900, 1800, 1900 MHz | [ 11 ] [ * 1 ] |
| SO–03G | LTE-sávok: 1, 3, 19, 21, 28 (NTT DoCoMo); UMTS HSPA+-sávok: 1, 5, 6, 19; GSM/GPRS/EDGE 850, 900, 1800, 1900 MHz                                 | [ 12 ] [ * 2 ] |
| SOV31  | LTE-sávok: 1, 3, 5, 17, 26, 28, TD-LTE Band 41 (au by KDDI); UMTS HSPA+-sávok: 1, 2, 5, 6, 19; GSM/GPRS/EDGE 850, 900, 1800, 1900 MHz           | [ 13 ] [ * 3 ] |

### Xperia Z4v
| Modell | Sávok | Források |
| ------ | --- | -------- |
| E6508  | LTE-sávok: 2, 3, 4, 7, 13, 20 (Verizon Wireless); CDMA 1x EVDO 850 (BC0), 1900 (BC1) MHz; UMTS HSPA+ 850 (sávok: V), 900 (sávok: VIII), 1900 (sávok: II), 2100 (sávok: I) MHz; GSM GPRS/EDGE 850, 900, 1800, 1900 MHz | [ 14 ]   |

1. ↑  A 402SO modell támogatja a Hybrid 4G LTE szabványt a SoftBank 4G (AXGP) és a SoftBank 4G LTE (FDD-LTE) hálózatokon keresztül
2. ↑  Az SO–03G modell támogatja a DoCoMo Premium 4G LTE-A szabványát
3. ↑  Az SOV31 modell támogatja az au 4G LTE CA (LTE-A), az au 4G LTE (FDD-LTE) és a WiMAX 2.1 szabványokat